# آنتونیو ماترا
آنتونیو ماترا (انگلیسی: Antonio Matera؛ زادهٔ ۱۱ اکتبر ۱۹۹۶) بازیکن فوتبال است.